# Heini Klopfer
Heini Klopfer (Immenstadt im Allgäu, 3 april 1918 - Oberstdorf, 18 november 1968) was een Duitse architect en skispringer.
Al sinds zijn kinderjaren was Heini Klopfer een getalenteerd skiër en schansspringer. Als 17-jarige behoorde hij tot de uitverkorene van het Duits Olympisch team voor de Olympische Winterspelen van 1936.

## Carrière
Na de Tweede Wereldoorlog vormde Heini Klopfer samen met zijn vrienden Sepp Weiler en Toni Brutscher het „Oberstdorfer Springer-Trio“, dat aan het einde van de jaren 40 en in de jaren 50 op de springschansen voor sensationele overwinningen zorgde, maar na de oorlog van internationale wedstrijden uitgezonderd waren. Zo ontstond het idee een eigen schans te bouwen in Oberstdorf. Als architect lag het voor de hand dat Heini Klopfer zich ging specialiseren als ontwerper van springschansen. Zijn eerste werk in Oberstdorf werd een groot succes, en experts werden opmerkzaam gemaakt op de jonge schansenbouwer. Men vroeg Klopfer om raad en advies bij de nieuw- en verbouwing van springschansen, en werd op deze manier de belangrijkste schansen ontwerper voor de FIS. Op zijn tekentafel in de kelder van zijn huis aan de Lorettostrasse tekende hij ongeveer 250 springschansen die in alle delen van de wereld ontstonden. Zo was hij bijvoorbeeld verantwoordelijk voor het ontwerp en de bouw van de springschansen van de Olympische Spelen van Squaw Valley (USA) (1960), Innsbruck en Seefeld (AUT) (1964), Autrans en Saint Nizier (FRA) (1968) alsmede Sapporo (JAP) (1972). Zelfs de Noren vroegen Klopfer om raad voor de nieuwbouw van de Holmenkollenschans in Oslo.

## Overlijden
Vrij kort nadat Heini Klopfer in november 1968 de skivliegschans van Planica voor de FIS had goedgekeurd stierf hij op 50-jarige leeftijd aan een herseninfarct thuis in zijn huis te Oberstdorf. Als hommage volgde in 1970 ter gelegenheid van de in Oberstdorf gehouden skivlieg wedstrijden de herbenaming van door hem ontworpen skivliegschans in Heini Klopfer Skiflugschanze. De oorspronkelijke door Heini Klopfer ontworpen schans werd in 1973 vlak voor de wereldkampioenschappen skivliegspringen vervangen door een geheel nieuwe schans ontworpen door de eveneens uit Oberstdorf afkomstige architect Claus-Peter Horle.
- Gemeinsame Normdatei: 1154819183
- Virtual International Authority File: 642152200732114400001